# Кицбюэль (округ)
Кицбюэль (нем. Bezirk Kitzbühel) — округ в Австрии. Центр округа — город Кицбюэль. Округ входит в федеральную землю Тироль. Занимает площадь 1.163,28 кв. км. Плотность населения 51 человек/кв.км.

## Города и общины

### Города
1. Кицбюэль (8 574)

### Ярмарки
1. Фибербрун (4 180)
2. Хопфгартен-им-Бриксенталь (5 266)
3. Санкт-Иоганн-ин-Тироль (8 644)

### Общины
1. Аурах-Кицбюэль (1 203)
2. Бриксен-им-Тале (2 574)
3. Гойнг-ам-Вильден-Кайзер (1 730)
4. Хохфильцен (1 109)
5. Иттер (1 060)
6. Йохберг (1 540)
7. Кирхберг (4 958)
8. Кирхдорф (3 492)
9. Кёссен (3 936)
10. Оберндорф (1 944)
11. Райт-Кицбюэль (1 594)
12. Санкт-Якоб-ин-Хаус (635)
13. Санкт-Ульрих-ам-Пиллерзе (1 441)
14. Швендт (763)
15. Вайдринг (1 777)
16. Вестендорф (3 454)